# 源九郎旅日記 葵の暴れん坊
『源九郎旅日記 葵の暴れん坊』（げんくろうたびにっき あおいのあばれんぼう）は、1982年5月8日から1983年2月26日まで、テレビ朝日系列で土曜日20時台に放送されたテレビ朝日、東映制作の時代劇である。全41話。

## 概要
徳川十二代将軍・徳川家慶の弟である松平源九郎（西郷輝彦）は、家祥（のちの十三代将軍・徳川家定）が成人するまでの間、将軍職御控（おひかえ）の地位にあったことから、周囲より「御控え様」と呼ばれていた。人品いやしからず、文武両道に秀でており、諸大名より一目置かれる存在であった。平松源三郎と名前を偽り、身分を隠して諸国を旅しながら、悪者を成敗してまわる勧善懲悪の物語。その人柄に惚れ込んだ備前岡山藩藩主・池田斉政（北村和夫）が娘の弥々姫（池上季実子）の婿にと望むが、当の姫は拒否。しかし、源九郎の諸国見聞の旅にお付きの宮尾（春川ますみ）とともに同行、次第に姫も源九郎への恋心を抱くようになる。この源九郎と弥々姫・宮尾とのやりとりも見どころの1つであった。
旅の一行は、弥々姫や宮尾の他に、又八（桜木健一）と鉄心和尚（龍虎）、密偵のお夕（森マリア）とお秀（清水石あけみ）。
諸国見聞の旅の間の留守番としては、石谷隼人正（長門裕之）。
決めセリフは、
1. 「江戸は麻布の材木町、御控屋敷の松平源九郎」
2. （三つ葉葵が描かれている小柄を投げつけ）「そいつは俺のほんの名札代わりよ」
3. 「なぁら仕方がねぇ、てめぇら一人残らず、叩ぁーっ斬る!」（回によって文言が多少変わる）

立ちまわりの際はセリフ3の後に太刀を抜いて敵を斬り倒す→太刀を右手で受けてる時に脇差を左逆手で抜き刺して二刀流で敵を斬り倒す→途中で脇差を左逆手で刺してから左順手に持ち替えて残りの敵を1人残らず斬り倒す。回によって（特に後半期）は太刀のみの場合もあった。

### オープニング
毎回オープニングで、「松平源九郎。十二代将軍家慶の弟に当たる。その人柄豪放にして情誼に厚く、文武両道に優れる。江戸麻布材木町の御控屋敷に住まい、また将軍職御控の地位にあるところから、御控え様と呼ばれ親しまれている。」というナレーションが入る。

## キャスト
- 松平源九郎（平松源三郎）：西郷輝彦

主人公。将軍の実弟という尊貴な身分の生まれながら、若い頃は暇を持て余し市井で喧嘩三昧の暮らしをしていたが、その経験を活かし庶民の心情に通じた懐の深い人物へと成長した。「平松源三郎」は若い頃から使っていた偽名。悪に対しては容赦しないが、事情があって悪に加担させられた者には情けをかける事もある。身分を隠したお忍びの旅でもあり、旅中に起きた出来事は穏便に済ませるなど政治的な判断もできる人物である。最終回に江戸に戻ったが次期将軍候補の一人である自分を貶めようという陰謀が発生、見事解決するも自分が江戸に居るのは騒動の要因になると判断、たった一人でいずこかへ旅立っていった。
- 弥々姫：池上季実子

本作のヒロイン。気位の高さから中々素直になれずにいるが源九郎のことを慕っている。普段は源九郎と同様身分を隠して旅をしているが、旅人の入出国を厳しく管理している薩摩藩に入る際には藩主島津斉興の正室が池田家出身であるのを利用してあえて身分を明かし、源九郎一行の薩摩入りを助けた事もある。最終回、父斉政の許しが出なかったため一人旅に出る源九郎を涙ながらに見送った。
- 宮尾：春川ますみ

弥々姫お付きの侍女で旅の一行のメンバー。弥々姫のお目付け役的存在で、何かと口うるさい。
- 又八：桜木健一

旅の一行のメンバーで鉄心とは常に二人一組で行動する。短気で騒がしくそそっかしいが気のいい男という、ステレオタイプな江戸っ子。本作のコメディーリリーフ的存在。源九郎の事を「旦那」と呼ぶ。最終回、鉄心と二人で商売を始めろと源九郎に命じられ、一人旅に出た源九郎に置いていかれた。
- 鉄心：龍虎

旅の一行のメンバーで又八とは常に二人一組で行動する。いわゆる破戒坊主であるが又八同様気のいい男。通称は「和尚」。源九郎の事を「旦那」と呼ぶ。クライマックスの殺陣シーンでは太めの六尺棒で敵を殴り倒したり、敵に捕らわれた人を又八と共に護衛する。最終回、又八と二人で商売を始めろと源九郎に命じられ、一人旅に出た源九郎に置いていかれた。
- お夕：森マリア

源九郎に仕える密偵で、妹分のお秀と共に源九郎一行とは付かず離れずで行動する。諜報活動はもちろん剣技にも長じ、クライマックスの殺陣シーンでは忍者刀を武器に源九郎と共に悪の本拠に斬り込む。
- お秀（お夕配下のくノ一）：清水石あけみ（第2話 - 第41話）

お夕の妹分的存在。密偵として源九郎のために働く。
- お奈津の方（弥々姫の母）：稲野和子（第1話 - 第2話、第41話）

跳ね返り者である弥々姫を心配している。最終回、弥々姫が江戸に戻ってきた事を喜ぶ。
- 池田斉政（弥々姫の父）：北村和夫（第1話 - 第2話、第16話）

家慶同様に源九郎の器量に期待しており、弥々姫との婚礼を画策する。最終回には登場しないものの源九郎の一人旅に弥々姫が同行するのを許さなかった事が語られる。
- 石谷隼人正：長門裕之（第1話 - 第9話、第19話 - 第21話、第24話、第26話、第28話、第31話 - 第33話、第35話、第38話、第41話）

御控屋敷の留守居役で源九郎の直臣。頑固で融通の利かない初老の武士だが大の忠義者。旅には常に参加しているわけではないが、源九郎を心配してしばしば介入してくる。最終回、一人旅に出ると言う源九郎に反対するも説得される。
- 徳川家慶：田村高廣（特別出演）（第1話 - 第2話、第9話）

徳川十二代将軍。源九郎の器量に期待している。最終回には登場しないものの源九郎失脚の陰謀に巻き込まれた事が語られる。

## スタッフ
- ナレーター：若山弦蔵
- 脚本：池上金男、櫻井康裕、今村文人、土橋成男、迫間健
- 監督：荒井岱志、松尾正武
- 撮影：木村誠司ほか
- 照明：海地栄ほか
- 録音：栗山日出登ほか
- 整音：格畑学ほか
- 美術：𠮷村晟ほか
- 編集：玉木濬夫
- 記録：黒川京子ほか
- 装置：増田道晴ほか
- 装飾：山中忠知ほか
- 助監督：鈴木秀雄ほか
- 美粧結髪：東和美粧
- 衣裳：岩井岩男ほか
- 演技事務：寺内文夫、石川正男ほか
- 和楽監修：中本敏生
- 騎馬：岸本乗馬センター
- 小道具：高津商会
- 舞踊振付：藤間紋蔵
- 擬斗：菅原俊夫（東映剣会）
- 特技：宍戸大全
- 進行主任：宇治本進ほか
- ロケ協力：株式会社 ハニ 鹿児島東急ホテル、姫路城
- 現像：東洋現像所
- 音楽：菊池俊輔
- 音楽コーディネーター：田村進一朗
- プロデューサー： 小澤英輔（テレビ朝日）、杉井進、渡辺操、伊駒伊織（東映）
- 制作：テレビ朝日、東映

## 主題歌・挿入歌
- 主題歌「風は南風」（歌：西郷輝彦）
  - 作詞：門谷憲二、作曲：西郷輝彦、編曲：松井忠重
  - ※主題歌にはアレンジの異なる2つのヴァージョンが存在する。

- 挿入歌「風の子守唄」（歌：西郷輝彦）
  - 作詞：門谷憲二、作曲：西郷輝彦、編曲：松井忠重

## サブタイトル・主なゲスト
| 話     | 放送日        | サブタイトル                    | 脚本              | 監督     | ゲスト |
| ------ | ------------- | ------------------------------- | ----------------- | -------- | --- |
| 第1話  | 1982年 5月8日 | 「燃えろ! 天下の風雲児」        | 池上金男 櫻井康裕 | 荒井岱志 | 堀田正衛：青木義朗 村瀬主膳：御木本伸介 木村弥兵衛：中村錦司 金井左近：五味龍太郎 佐々孫太夫：永田光男 茶坊主：大城泰 雅姫：鈴木景子 |
| 第2話  | 5月15日       | 「命を的の母ごころ」            | 櫻井康裕          | 荒井岱志 | お冴：中村玉緒 正太：佐久田修 おもよ：立枝歩 古山甚太夫：高野真二 木村弥兵衛：中村錦司 伊三次：重久剛一 富造：国一太郎 清次：壬生新太郎 中盆：小峰隆司 壺振り：平河正雄 松吉：高木吉治 弁天の丑五郎：遠藤太津朗 |
| 第3話  | 5月22日       | 「港祭りの闇を斬れ!」           | 今村文人          | 松尾正武 | 弥助：大場順 お春：木村弓美 久須見大炊頭：外山高士 藤次郎：山本昌平 三吉：伊藤秀和 土屋主水：岩尾正隆 青木：丘路千 川井：波多野博 七兵ヱ：世羅豊 お時：島村美妃 六造：森源太郎 茶屋の老婆：和歌林三津江 舟頭：疋田泰盛 旅篭の手代：有島淳平 浪人（一）：矢部義章 浪人（二）：峰蘭太郎 娘（一）：絹川真智子 娘（二）：西村公江 娘（三）：諏訪裕子 相州屋重兵衛：小林昭二                                    |
| 第4話  | 5月29日       | 「花の湯の宿 隠れ里」           | 土橋成男          | 松尾正武 | 直次郎：伊吹剛 おけい：奈良富士子 根岸辰馬：本郷直樹 仙石屋五郎蔵：汐路章 藤井：有川正治 大石：友金敏雄 卯助：広瀬義宣 平岡：五十嵐義弘 彦造：木谷邦臣 嘉兵ヱ：宮城幸生 甚右衛門：森秀人 丑松：佐藤好将 願哲：笹木俊志 虎吉：池田謙治 五兵衛：遠山金次郎 新吉：妹尾友信 根岸帯刀：睦五郎 |
| 第5話  | 6月5日        | 「誰がために鍔は鳴る!」         | 迫間健            | 荒井岱志 | おくみ：舟倉たまき 蒲原作兵衛：川辺久造 松永頼母：細川俊夫 猫目の千太：北村総一朗 新田但馬：田中浩 左右八：曽根晴美 玄太：多宮健二 丑松：荻原郁三 お光：江本紀代美 水野出羽守：宮川珠季 亘新之助：白井滋郎 辰：四方公 捕方：高谷舜二 御嶽の茂平次：藤岡重慶 |
| 第6話  | 6月12日       | 「駿府茶どころ父子みち」        | 櫻井康裕          | 荒井岱志 | 安次（藤野安次郎）：川地民夫 お菊：本阿弥周子 捨吉：大木正司 古田：上野山功一 大野：大木晤郎 北條安房守：永野辰弥 喜左衛門：相馬剛三 太平：嶋英二 速水掃部：江並隆 木戸屋：疋田泰盛 寅：出水憲司 熊：小船秋夫 よろず屋：宮城幸生 女房：星野美恵子 久美：上村明子 近習：北村明男 |
| 第7話  | 6月19日       | 「大井川兄弟仁義」              | 今村文人          | 松尾正武 | 政吉（沢田政之助）：平泉征 お加代：小林かおり 野辺山外記：中田博久 金造：伊達三郎 奥津：稲吉靖司 子分：佐藤晟也 坂井：宮城健太郎 浪人：石倉英彦 川越人足（一）：蓑和田良太 川越人足（二）：真砂浩 子分：奔田陵 沢田の配下：福中勢至郎 お光：郷千秋 塚本兵部大輔：菅貫太郎 沢田伝右衛門：品川隆二 |
| 第8話  | 6月26日       | 「いのち白浪恋の舞」            | 土橋成男          | 松尾正武 | 瀬川八重次（おりん：土田早苗 国松伊三郎：西田健 笹島右京：山岡徹也 馬場陣十郎：内田勝正 鳴戸屋松五郎：長谷川弘 石坂：高峰圭二 根吉：秋山勝俊 儀平：木下通博 六蔵：内藤康夫 お春：沢井千恵 小女：伊東由美 呼び込み：泉好太郎 子供時代の八重次：川上茜 子供時代の伊三郎：重松哲也 |
| 第9話  | 7月3日        | 「ちゃんが命のざんげ金」        | 櫻井康裕          | 荒井岱志 | 島蔵：中野誠也 北井志津：荒井真理 お君：井澤明子 成瀬兵庫：田口計 鳴海屋喜兵衛：森幹太 北井安之進：小美野欽士 藤太：きくち英一 広田屋：鈴木康弘 女郎（一）：安部泰子 女郎（二）：美松艶子 やくざ者：福本清三 ならず者：藤沢徹夫 |
| 第10話 | 7月10日       | 「つっぱり囃子の子守唄」        | 今村文人          | 荒井岱志 | お里：服部まこ 浦路（玉枝：弓恵子 尾張中納言慶勝：草川祐馬 木曽屋作右衛門：高城淳一 文吉：石田信之 来島左近：小沢象 菱丸屋重兵衛：守屋俊志 卯助：津山栄一 浪人：丘路千 お茂：富永佳代子 お庭番(一)：矢部義章 お庭番(二)：大矢敬典 浪人：大月正太郎 手代：東父岡勇二 地廻り（一）：細川純一 地廻り（二）：西山清孝 野次馬（一）：貫太郎 野次馬（二）：ホープ豊 子供時代のお里：長谷川直子                   |
| 第11話 | 7月17日       | 「波切、潮鳴り悪を斬る!」       | 迫間健            | 荒井岱志 | 杢兵衛（藤堂高兌：金子信雄 お里：千野弘美 鈴鹿の源五郎：南道郎 ト部掃部：勝部演之 土岐玄蕃：原口剛 古市の代八：五味龍太郎 由松：妹尾和夫 太郎吉：斉藤高廣 二見の長兵衛：有島淳平 藤堂和泉守：須永克彦 筒井紀伊守：楠年明 宿の番頭：篠田薫 牢番：柴田章喜 源五郎の手下：奔田陵 安吉：司裕介 津之国屋重兵ヱ：疋田泰盛 田端：木谷邦臣                                                                         |
| 第12話 | 7月31日       | 「黒潮、むぎ酒虎目付」          | 今村文人          | 荒井岱志 | 西脇左内：長谷川明男 お静：上村香子 善導：浜田晃 島上左太夫：木村元 武州屋宇兵衛：浜田寅彦 中里：北原将光 藤右ヱ門：増田順司 山伏（一）：岩尾正隆 山伏（二）：阿波地大輔 山伏（三）：大島宇三郎 山伏（四）：橋本和博 太一：木内聡 嘉兵ヱ：宮城幸生 下僕：小谷浩三 仲間：小坂和之 手代：高谷舜二 |
| 第13話 | 8月7日        | 「葵咲かせた白頭巾」            | 迫間健            | 松尾正武 | 喜三郎：火野正平 お君：衣通真由美 椛山兵部：早川保 斎藤主水正：北原義郎 猿の長七：汐路章 山城屋庄兵衛：高桐真 大五郎：有川正治 杉の市：広瀬義宣 当八：島米八 新田：高並功 佐伯：高木吉治 茂作：畑中伶一 お安：高野洋子 喜助：岡八郎 |
| 第14話 | 8月14日       | 「なにわ娘の恋十手」            | 土橋成男          | 松尾正武 | お葉：荒木由美子 新吉：荒木しげる 孫兵衛：北村英三 牧野備前守：江見俊太郎 潮田竜之丞：剣持伴紀 佐野屋五郎次：森章二 源次：北九州男 清蔵：笹木俊志 留吉：沖田駿一 女将：小笠原町子 島岡：小峰隆司 手代：小船秋夫 |
| 第15話 | 8月21日       | 「極楽とんぼのひとり旅」        | 櫻井康裕          | 松尾正武 | おるい：中村メイコ 繁次：加納竜 お絹：丘路恵子 稲葉正富：石橋雅史 森口屋：江幡高志 時造：重久剛一 藤吉：井上茂 持田：野上哲矢 内藤：壬生新太郎 加納：五十嵐義弘 囚人：蓑和田良太 茶屋の親爺：大城泰 仙三：今川浩一 小僧：竹井雅文 播磨屋：深江章喜 |
| 第16話 | 8月28日       | 「姫のお国の幽霊武者」          | 今村文人          | 荒井岱志 | 小杉勝之進：和田浩治 絹代：朝加真由美 羽賀重兵衛：川合伸旺 羽賀主水正：手塚茂夫 五月太夫：若柳禄寿 住職：山村弘三 お甲：荒木雅子 万石屋：大東俊二 吉兵ヱ：海老江寛 老女：二葉弘子 御用聞き：玉生司郎 若侍（一）：峰蘭太郎 若侍（二）：中嶋俊一 医者：和田昌也 政枝：美松艶子 お春：前川恵美子 お秋：尾崎俊子 奥女中：桂登志子                                                                              |
| 第17話 | 9月4日        | 「瀬戸は夕焼け夫婦船」          | 土橋成男          | 松尾正武 | 辰吉：にしきのあきら おみよ：木村理恵 浜田屋助五郎：山本昌平 石山帯刀：八名信夫 甚太：浜伸二 新藤：川浪公次郎 政吉：河合絃司 山岡左膳：吉見荘三郎 丑造：秋山勝俊 定七：白井滋郎 小女：安食文子 為造：神津善行 |
| 第18話 | 9月11日       | 「望郷、三田尻はぐれ鳥」        | 土橋成男          | 荒井岱志 | 新二郎：志垣太郎 谷村民部：宮口二朗 木暮源太夫：幸田宗丸 長門屋伊兵衛：天草四郎 おそで：牧野恵美 細谷：白川浩二郎 おまさ：続佳子 岩国屋徳兵衛：島田秀雄 権十：池田謙治 仙八：酒井努 門番：藤長照夫 男（一）：福中勢至郎 男（二）：石川哲也 女：三谷真理子 女：美柳陽子 灘屋おもん：浅香光代 |
| 第19話 | 9月18日       | 「海峡に咆えた父娘鈴」          | 櫻井康裕          | 松尾正武 | 弥平次：大木実 おきわ：佐藤万理 桝屋：神田隆 小笠原忠固：大竹修造 才造：佐藤京一 清吉：高木吉治 医者：有島淳平 役人：森源太郎 側用人：小坂和之 中盆：平河正雄 女将：星野美恵子 手代：椿竜二 犬飼正寛：葉山良二 |
| 第20話 | 9月25日       | 「燃やせ玄海! 男の炎」          | 迫間健            | 松尾正武 | どくろ一角：原田大二郎 西条圭之介：村嶋修 おさと：山本ゆか里 お島：竹井みどり 伊集院外記：高野真二 音戸の郷右衛門：岩城力也 的場左源太：曽根晴美 袈裟蔵：佐藤晟也 玄次：細川純一 たつまき：芦田鉄雄 おしん：司みのり 作爺：世羅豊 当八：福本清三 茂十：大矢敬典 西条主馬：波多野博 治平：遠山金次郎 海の男（一）：藤沢徹夫 海の男（二）：長沢義典 海の男（三）：小船秋夫 漁師：真砂浩                      |
| 第21話 | 10月2日       | 「葉隠れは金魚侍と見つけたり!」 | 今村文人          | 荒井岱志 | 森田福之助：山本紀彦 おりく：早瀬久美 峯谷一斎：遠藤征慈 赤木：石倉英彦 西海屋平助：鈴木康弘 森田林之助：平野邦洋 沢井求馬：田島理司 黒江：佐藤好将 お竹：島村美妃 お松：江本紀代美 お梅：赤塚歩 中田：杉欣也 井上：立原啓裕 菊江：田口美幸 千代：永野佳寿江 少年（一）：立木雄 少年（二）：平塚義弘 手代：小峰隆司 手代：西山清孝 手代：甲斐純一郎 芸者：花柳陽要 芸者：的野真衣 沢井重右衛門：御木本伸介 |
| 第22話 | 10月9日       | 「肥後の影花 わかれ花」         | 土橋成男          | 荒井岱志 | お香：三浦布美子 田辺小次郎：長谷川裕二 田辺主膳：内田稔 天草屋五郎次：山岡徹也 薮内：黒部進 亀田：滝譲二 川瀬：丘路千 嘉平：五十嵐義弘 伊原庄八郎：武井三二 菊池屋庄左ヱ門：山田良樹 お君：徳永まゆみ お染：稲田弘子 お峰：増岡美樹 八助：高谷舜二 稲葉将監：遠藤太津朗 |
| 第23話 | 10月16日      | 「葵は薩摩の怨敵でごわす!」     | 迫間健            | 松尾正武 | 御幌丈介：目黒祐樹 安里姫：津島要 錣郡兵衛：有川正治 新海：佐野守 多胡：宮城健太郎 百地：笹木俊志 陣場：下元年世 海女：深谷宏子 諜者（一）：森山紹秀 諜者（二）：川勝誠 加治木将曹：藤岡重慶 |
| 第24話 | 10月23日      | 「地獄砦の用心棒」              | 櫻井康裕          | 荒井岱志 | 宗吉（北村宗之進）：小野進也 庄太：内田喜郎 お八重：田中綾 お光：仁和令子 鵜戸屋：福山象三 嘉七：重久剛一 藤次：牧冬吉 相州：真田健一郎 丑松：友金敏雄 細谷作左衛門：相馬剛三 荒くれ（一）：秋山勝俊 荒くれ（二）：大矢敬典 藩士：小坂和之 茶店の親爺：泉好太郎 飯炊き女：桂登志子 新田紋太夫：亀石征一郎                                                                                                  |
| 第25話 | 10月30日      | 「手毬は知っていた」            | 今村文人          | 荒井岱志 | 於美代：宮園純子 貞吉：工藤堅太郎 お鈴：一柳みる 苗場左近：遠藤義徳 草壁六兵衛：江見俊太郎 長井：大下哲矢 河内屋：長谷川弘 お時：芦原薫 半次：都築宏一郎 五平：長沢義典 老大工：宮城幸生 人足（一）：藤沢徹夫 人足（二）：司裕介 |
| 第26話 | 11月6日       | 「月に帰った三度笠」            | 土橋成男          | 松尾正武 | おちか：森田理恵 梶原庄太夫：久富惟晴 西国屋友造：外山高士 和吉：伊藤敏孝 吉野屋伊兵ヱ：吉田義夫 勝次：上野山功一 手沢：高並功 清二郎：高橋仁 安吉：勝野賢三 伝八：志茂山高志 孫助：大城泰 正太：高橋弘志 役人：大月正太郎 |
| 第27話 | 11月13日      | 「さらば! 湯の町残侠伝」        | 迫間健            | 松尾正武 | 高浜の長兵衛：金田龍之介 お道：桜田千枝子 おきみ：村田みゆき 六軒家五郎兵衛：梅津栄 富沢左近：北原義郎 政五郎：河合絃司 三津の仙三：早川研吉 松平勝成：佐野守 官六：沖田駿一 佐太郎：高木吉治 少女時代のおきみ：世古さとみ 半助：玉川良一 |
| 第28話 | 11月20日      | 「怒れ! いごっそう土佐鯨」      | 今村文人          | 松尾正武 | 笹森権之助：長門勇 お辰：桜町弘子 笹森小源太：中越司 梶川主膳：石橋雅史 大滝：中田博久 淀屋：吉見荘三郎 宇野太兵衛：唐沢民賢 国家老：中村錦司 中尾勇之進：白井滋郎 村井仙八郎：樫葉武司 役人（一）：平沢彰 役人（二）：池田謙治 河井：石井洋充 小者：福中勢至郎 |
| 第29話 | 11月27日      | 「哀れ! 小判の雨に死す」        | 櫻井康裕          | 荒井岱志 | 富田屋お時：赤座美代子 古木掃部：川合伸旺 田島東馬：津田和彦 彦造：伊達三郎 紋次：森章二 川村徳兵衛：田畑猛雄 藩士：有川正治 渭津屋吉兵衛：溝田繁 浅吉：小田草之介 若侍：北村明男 庄屋：有島淳平 百姓（一）：藤長照夫 百姓（二）：松原健司 百姓(三)：紅かほる |
| 第30話 | 12月4日       | 「命を捨てに来た男」            | 土橋成男          | 松尾正武 | 文次：森田健作 坂出屋お秋：山本郁子 河合将監：幸田宗丸 武藤：杉江廣太郎 淡路屋市蔵：岩城力也 伊沢：きくち英一 弥六：広瀬義宣 おまつ：小笠原初月 常吉：江島一也 藤十：小船秋夫 坂出屋信兵衛：島田秀雄 捨松：司裕介 喜内：今川浩一 八助：畑中伶一 中盆：平河正雄 藩士：矢部義章 女中：永野佳寿江 おむら：福垣陽子 おとよ：春藤真澄                                                                           |
| 第31話 | 12月11日      | 「すっぽん夫婦ながれ唄」        | 今村文人          | 松尾正武 | おかね：中村晃子 半助：蟹江敬三 寺元（鈴木）彦四郎：西岡徳馬 倉持玄馬：山本昌平 黒滝屋：曽根晴美 万造：井上茂 手代（一）：秋山勝俊 手代（二）：根岸一正 おくみ：長谷川直子 木下：五十嵐義弘 浪人：山本一郎 お葉：徳永まゆみ 旅篭の手代：遠山金次郎 門番：蓑和田良太 おせい：玉野玲子 寺元政之助：松田卓也 人足（一）：木谷邦臣 人足（二）：内藤康夫                                                        |
| 第32話 | 12月18日      | 「神のお告げの夢おんな」        | 土橋成男          | 荒井岱志 | おはる：早乙女愛 辰吉：織田あきら 竜巻の儀兵衛：田中浩 お牧：川崎あかね 片貝兵衛：中村孝雄 加十：志織満助 定八：阿波地大輔 甲斐：川浪公次郎 森下：岩尾正隆 おとよ：亜蘭美香 魚屋：椿竜二 松五郎：和崎俊哉 |
| 第33話 | 12月25日      | 「やがて愛でたき宮津節」        | 迫間健            | 荒井岱志 | 錣弁十郎：綿引勝彦 おこん：泉じゅん 海堂但馬：小沢象 服部八兵衛：堀田真三 曲垣頼母：永野辰弥 文三：滝譲二 仙海和尚：伊東亮英 加助：国一太郎 当八：中嶋茂樹 長太：久米学 藩士（一）：峰蘭太郎 藩士（二）：木下通博 藩士（三）：森山紹秀 まつ：松尾昌美 逸見晋介：柴田侊彦 |
| 第34話 | 1983年 1月8日 | 「黄金の伝説 大黒様と白兎」     | 今村文人          | 荒井岱志 | 森岡倫之助：大門正明 おせい：里見奈保 因州屋弥三郎：浜田晃 菅沼織部正：高木二朗 権造：佐藤晟也 健吉：安田良智 半助：神谷光明 役人：高並功 浪人（一）：小峰隆司 浪人（二）：池田謙治 大黒屋仁右ヱ門：疋田泰盛 見張りの役人：大月正太郎 牢番：泉好太郎 |
| 第35話 | 1月15日       | 「荒海に哭く恋人形」            | 土橋成男          | 松尾正武 | 田島伊十郎：峰岸徹 吉沢辰之進：吉田次昭 神保多門：大竹修造 沼田兵庫：加賀邦男 吉沢香織：高野洋子 新井：平沢彰 灘屋：大城泰 仲谷：細川純一 西村数馬：中嶋俊一 堀田：長沢義典 村岡：甲斐純一郎 江島：高橋応志 石黒：吉田信夫 佐渡屋友蔵：井上昭文 早川大膳：葉山良二 |
| 第36話 | 1月22日       | 「奥能登に架けた蜃気楼」        | 櫻井康裕          | 松尾正武 | 佐々木半之助：藤巻潤 お妙：岐邑美沙子 能登屋：穂高稔 兼吉：宮城健太郎 にせ源九郎：福本清三 にせ又八：新藤浩 にせ鉄心：曲龍伍 武部又十郎：出水憲司 宗次郎：武井三二 小者：山田良樹 小峰屋：有島淳平 女房：三谷真理子 手代：妹尾友信 乙三：壬生新太郎 間柴時久：青木義朗 |
| 第37話 | 1月29日       | 「孤剣に賭けた越後の女」        | 今村文人          | 荒井岱志 | 岡野小左衛門：小林稔侍 久江：山本みどり 春日屋宇兵衛：高城淳一 海江田多聞：高野真二 銀次：重久剛一 幾乃：荒井真理 黒川平四郎：大木晤郎 おくめ：津島道子 留造：白川浩二郎 人足頭：波多野博 牢番：大矢敬典 浪人（一）：藤沢徹夫 浪人（二）：藤長照夫 千代：安東洋子 正助：山田克二 海江田の配下：小坂和之 女中：桂登志子 女の子：高橋美樹 少年：近藤健二                                                     |
| 第38話 | 2月5日        | 「駆けろ! げんこつ街道」        | 櫻井康裕          | 荒井岱志 | 為吉：左右田一平 おまき：風祭ゆき 芳三：手塚茂夫 五色屋：玉川伊佐男 山部周三郎：剣持伴紀 遠藤：成瀬正 時田：鹿川健 使者：峰蘭太郎 役人：世羅豊 |
| 第39話 | 2月12日       | 「陸奥みやげ三春駒」            | 迫間健            | 松尾正武 | 兵六：谷幹一 鵜飼庄太夫：草薙幸二郎 梵天の五郎太：山岡徹也 国分屋太兵衛：瀬川新蔵 おせい：千原しのぶ 了庵：はなとまめ おすみ：榊原久美子 太市：大野和浩 斎藤掃部：中村錦司 天堂玄蕃：有川正治 亥之：沢田情児 土屋主膳：森源太郎 |
| 第40話 | 2月19日       | 「春を待つ夫婦だるま」          | 櫻井康裕          | 荒井岱志 | 津田重次郎：森次晃嗣 関口伊代：千野弘美 おきみ：江本紀代美 桑野三之丞：田口計 小峰屋：武藤英司 弥平：河合絃司 戸塚：五味龍太郎 関口頼母：疋田泰盛 屋台の親爺：蓑和田良太 門弟：司裕介 番頭：高谷舜二 藩士：壬生新太郎 人足(一)：畑中伶一 人足(二)：細川純一 |
| 第41話 | 2月26日       | 「はばたけ! あの雲の彼方へ!」   | 土橋成男          | 荒井岱志 | 伊三郎：伊吹剛 お加代：三浦リカ 土井但馬守：久富惟晴 佐渡屋勝五郎：小林勝彦 大月主膳：船水俊宏 佐平：大東俊治 阿部大和守：鈴木康弘 松沢：秋山勝俊 柳田：木谷邦臣 かわら版売り：小山竜喜 相模屋政右衛門：宮城幸生 武士(一)：森山紹秀 武士(二)：福中勢至郎 武士(三)：永田登志雄 お直：赤塚歩 お照：牧野恵美 お京：京あけみ お里：谷口友香                                                                    |